# 谷口伴之
谷口 伴之（たにぐち ともゆき、1961年7月21日 - 1990年8月23日）は日本の陸上競技（マラソン）選手。現役中に交通事故で死亡した。

## 略歴
神奈川県立川崎北高等学校卒業後、早稲田大学に入り競走部に所属。4年時に箱根駅伝9区で区間賞を獲得し優勝に貢献。1985年ヱスビー食品に入社。陸上競技部に入り、1987年のボストンマラソンで5位入賞。1990年のロンドンマラソンでは9位でゴールした。同年9-10月開催のアジア競技大会（北京）の男子マラソン日本代表に選ばれたが、大会開催を翌月に控えた8月23日、北海道常呂町での合宿中に交通事故に遭い、29歳の若さで死亡した（エスビー食品陸上競技部員交通死亡事故）。